# Иоанн Макринос
Иоанн Макринос (греч. Ίωάννης Μακρυνός, также известный как Иоанн Макрин) — византийский государственный деятель, полководец, паракимомен. Участник войны между Византией и Ахейским княжеством, командующий византийских войск в битве при Макри-Плаги.

## Происхождение
Иоанн Макринос происходил из знатного византийского рода Макриносов, возвысившегося в Никейской империи при императоре Феодоре I Ласкарисе. Отцом Иоанна, предположительно, был Георгий Макринос, дука Фракисийской фемы и участник заговора против Иоанна III Дуки Ватаца, в результате которого, по словам византийского историка Акрополита, был ослеплён.

## Биография
Известно, что Иоанн Макринос был искусным и храбрым воином, приобрёл своими боевыми подвигами большую известность и, по сообщению византийского летописца Георгия Пахимера, «внушал врагам страх». В 1252 году Иоанн Макринос участвовал в осаде никейским императором Иоанном III Дукой Ватацем Водены. Тогда, как сообщает Акрополит, Макринос с отрядом был отправлен разорять окрестности города и давать бой любым отрядам противника, которые находятся вблизи Водены.
При византийском императоре Михаиле VIII Палеологе стал паракимоменом. Осенью 1262 года Иоанн Макринос был отправлен Михаилом VIII в военную экспедицию в Морею против Ахейского княжества. Согласно хроникам, в подчинении Иоанна Макриноса было войско численностью в 3500 солдат (2000 анатолийских греков и 1500 турецких наёмников). Прибыв на Пелопоннес, Иоанн Макринос заключил по указу императора договор с греческим и славянским населением в горах Тайгеты и области Цакония, по которому славяне и греки в обмен на службу в войске византийцев получали титулы и привилегии от Михаила VIII.
Вскоре Макринос сообщил Михаилу, что «приобрёл треть Мореи не обнажая меча». Также Макринос докладывал, что с дополнительными силами существует возможность подчинить весь Пелопоннес. Весной 1263 года на Пелопоннес прибыла другая армия под началом севастократора Константина Палеолога. Последний стал главнокомандующим всех византийских сил в Морее в войне против Ахейского княжества, а Макринос стал одним из помощников Палеолога.

Карта Пелопоннеса в XIII веке

В 1264 году Константин Палеолог отбыл в Константинополь, оставив командующими войсками на Пелопоннесе великого доместика Алексея Филеса и Макриноса. В ходе боевых действий Макринос и Филес решили устроить засаду для франкской армии (то есть для армии Ахейского княжества) в ущелье Макри-Плаги. Но франки узнали от своего шпиона в византийской армии о грядущей западне и напали на противника. В ходе произошедшего сражения византийская армия была разгромлена, а её командующие взяты в плен. Алексей Филес умер в следующем году в плену.
Узнав о смерти своего зятя, тёща Филеса и сестра византийского императора Евлогия обвинила Макриноса, как сообщает Пахимер, что это он тайно вступил в переговоры с франками и сообщил им о планирующийся засаде и тем самым привёл византийскую армию к тяжёлому поражению. Также Евлогия сообщала Михаилу, что во время войны на Пелопоннесе Иоанн замыслил жениться на дочери умершего василевса Феодора II Ласкариса Феодоре Дукине Ласкарине, чтобы после заявить свои права на византийский престол. Действительно, известно, что в 1263 году Иоанн Макринос женился на Феодоре. Михаил VIII внял обвинениям Евлогии и, обменяв Макриноса на пленного франкского барона Филиппа де Туси, приказал ослепить паракимомена.